# Rhamnus qianweiensis
Rhamnus qianweiensis är en brakvedsväxtart som beskrevs av Zheng Yin Zhu. Rhamnus qianweiensis ingår i släktet getaplar, och familjen brakvedsväxter. Inga underarter finns listade i Catalogue of Life.